# Aldimina
Una aldimina es una imina que resulta estructuralmente análoga a un aldehído.
Como tales, las aldiminas poseen la fórmula general R–CH=N–R'. Las aldiminas son similares a las cetiminas, las cuales son análogas de cetonas.
Un importante subgrupo de las aldiminas son las bases de Schiff, en las cuales el sustituyente sobre el átomo de nitrógeno (R') es un alquilo o arilo (por ejemplo, no un átomo de hidrógeno).

Aldimina primaria
Aldimina secundaria
Aldehido

## Nomenclatura
Las aldiminas pueden ser nombradas en tres maneras diferentes:
| Nomenclatura | Uso                                                                                      | CH 3–CH 2–CH 2–CH=NH | CH3–CH=N–CH3              |
| ------------ | ---------------------------------------------------------------------------------------- | -------------------- | ------------------------- |
| 1            | Reemplazando la -o final del hidruro parental, R–CH 3, con el sufijo "-imina"            | butanimina           | N-metiletanimina          |
| 2            | Como un derivado alquilideno del azano                                                   | butilideneazano      | etilideno(metil)azano     |
| 3            | (Poco común) como un derivado alquilideno de "amina".                                    | butilidenamina       | N-metiletilidenamina      |
| obsoleto     | Esta nomenclatura obsoleta trata a las aldiminas como derivados de un aldehído parental. | butiraldehido imina  | acetaldehído N-metilimina |